# 舊梅爾奇克

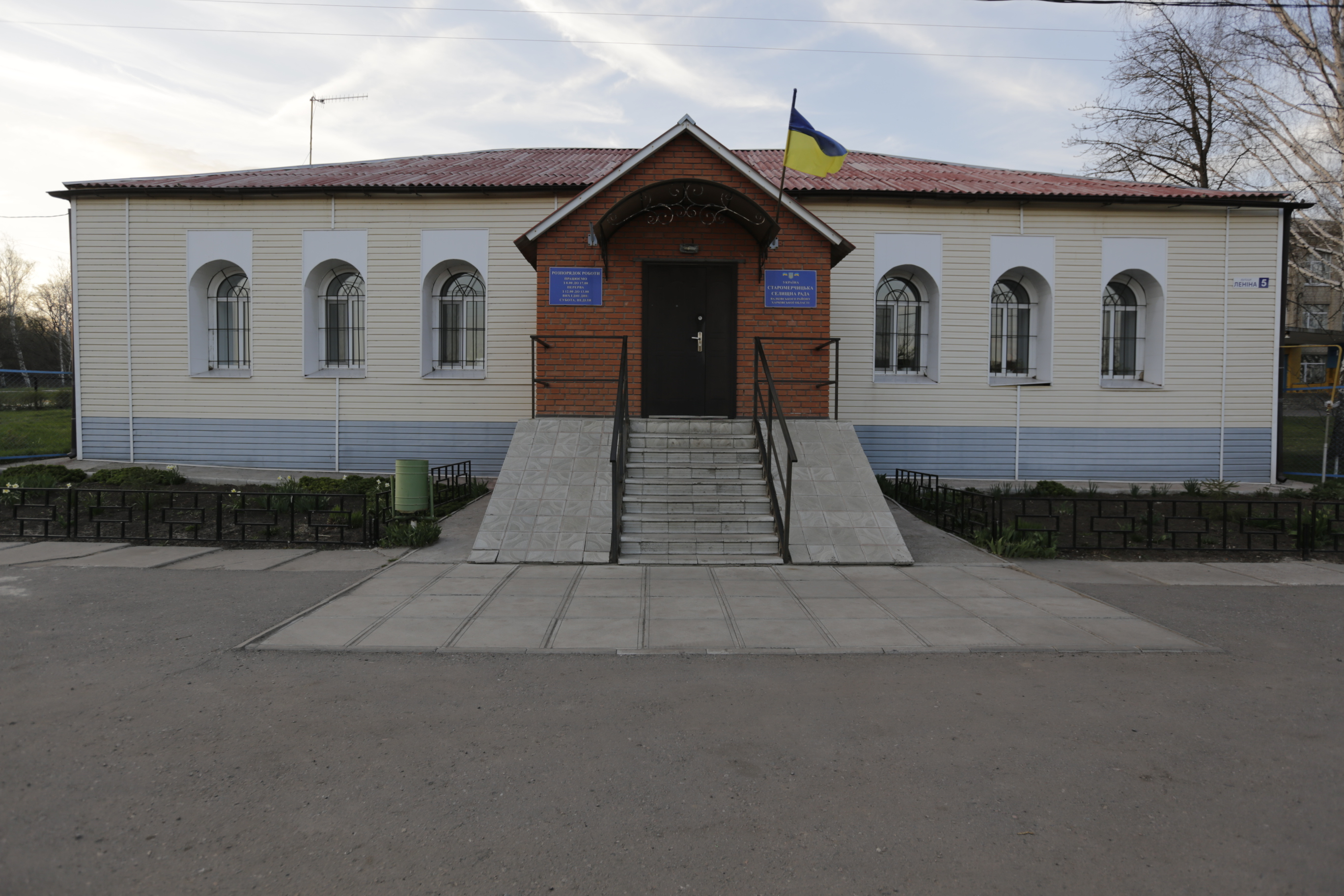
原镇议会所在地

49°58′55″N 35°44′49″E / 49.98194°N 35.74694°E
舊梅爾奇克（羅馬化：Staryi Merchyk）是烏克蘭東部哈爾科夫州博霍杜希夫區瓦尔基市镇内的市級鎮。處於梅爾奇克河畔，始建於1665年，面積44.75平方公里，海拔高度161米，2013年人口1,772，人口密度每平方公里39.6人。